# 支架

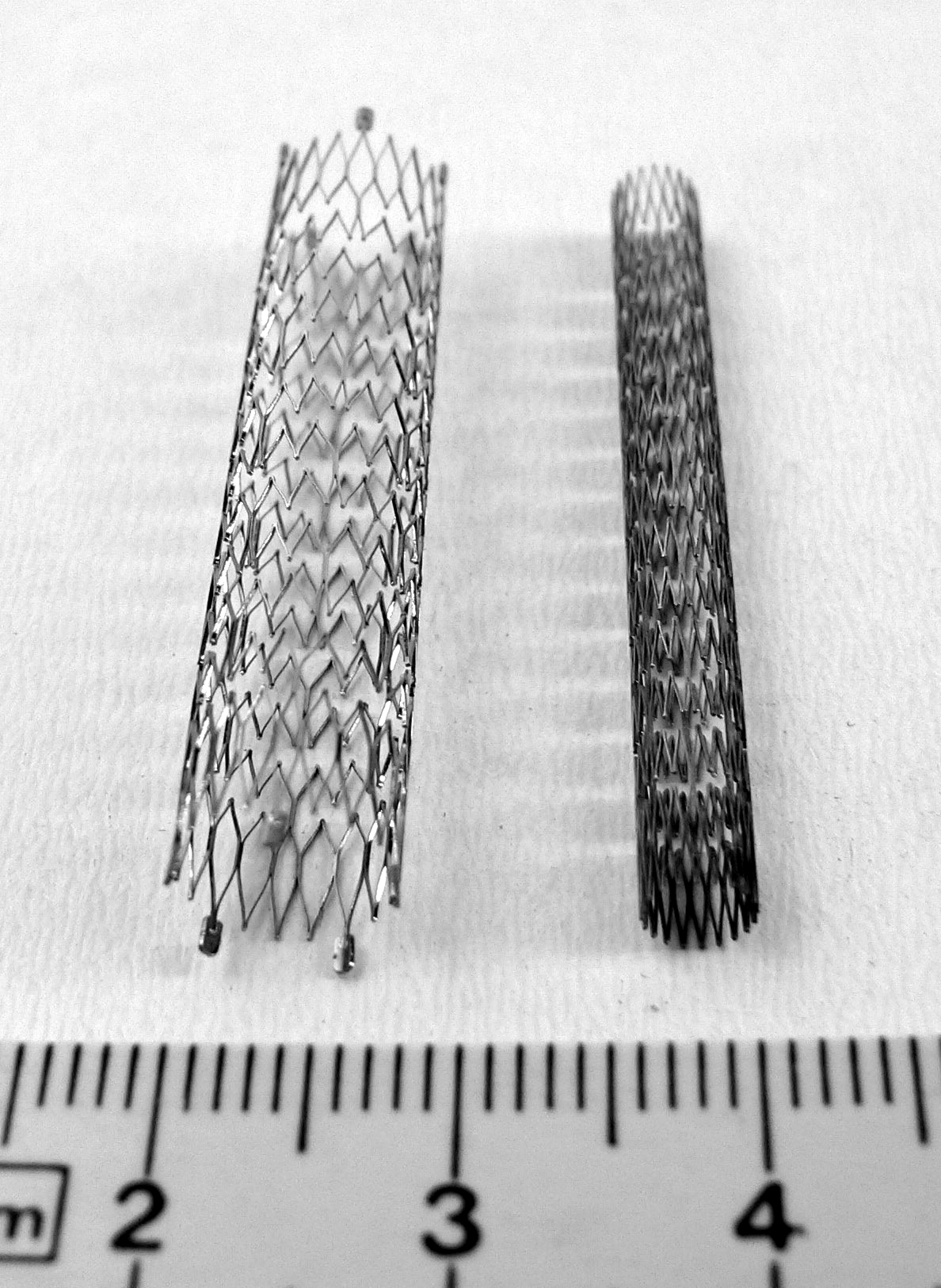
植入於外圍血管的支架

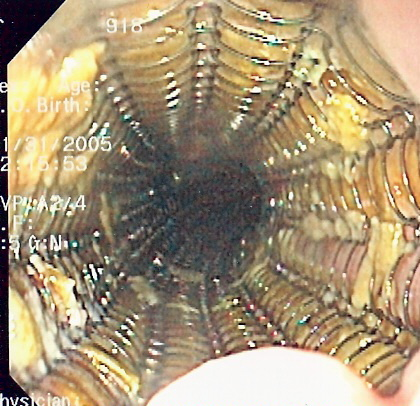
安裝在食道內的自膨式金属食管支架

支架是一種應用於植入型外科手術的管狀器具，以治療體內病變的管道（例如血管、食道、輸尿管、胰管等），恢復管道的正常運輸功能。支架置入（stenting）就是放置支架的處置過程。
支架一般是永久或半永久植入於患者體內，但亦可以意指手術中用以臨時維持管道形狀的輔助工具。

## 種類
支架使用的物料有不銹鋼，鎳鈦合金或鈷鉻合金，而不同支架又有不同的構造：
- 傳統支架（英语：bare-metal stent），也称金属裸支架，是單純的金屬網狀管
- 塗藥支架（英语：drug-eluting stent），以藥物抑制管道細胞增殖防止血栓的形成而展開支架。[1]
- 覆膜支架（英语：coated stent graft），單純的金屬網狀管外覆以一层特殊膜性材料，以起到隔绝内外交通的作用，可以通过介入置入。
- 支架血管（英语：coated stent graft），單純的金屬網狀管外覆以一层人工编制血管，用以手术直视下置入。

## 使用範疇
- 冠狀血管或以外的外圍血管、主动脉手術如冠狀動脈再成形術、血管再成形術、腔内隔绝术。
- 治療因為腎結石、腎積水或腫塊導致輸尿管閉塞
- 矯正因為良性前列腺增生症壓迫尿道所導致的排尿不暢順，前列腺支架又可以分為臨時性和永久性兩種，前者可以由泌尿科醫生替患者進行不麻醉植入維持大約30天後移除，後者是需要對脊髓進行麻醉的外科手術。
- 治療因為食管良性疾病（如瘢痕、良性肿瘤）或恶性肿瘤所致食管狭窄，以改善进食功能。
- 治療因為气管良性疾病（如瘢痕、良性肿瘤）或恶性肿瘤所致气管狭窄，以改善呼吸和排痰功能。

## 外部連結
- Coronary Stent
- Drug-Eluting Stents — Angioplasty.Org （页面存档备份，存于）
- Cardiovascular and Interventional Radiological Society of Europe （页面存档备份，存于）
- The Cardiovascular Forum （页面存档备份，存于）
- Stent for Life Initiative